# Mytilaria laosensis
Mytilaria es un género monotípico perteneciente a la familia  Hamamelidaceae. Su única especie,  Mytilaria laosensis, es originaria del Sudeste de Asia.

## Taxonomía
Mytilaria laosensis fue descrita por  Paul Henri Lecomte y publicado en Bulletin du Muséum d'Histoire Naturelle 30(6): 505–507, f. 1–5. 1924.